# Køge Nord FC
Køge Nord FC (eller KNFC) er en dansk fodboldklub hjemmehørende i den nordlige del af Køge, hvor klubben spiller sine hjemmekampe på Rishøj Stadion. Rishøj Boldklub blev stiftet som en selvstændig fodboldklub i 2004, da fodboldafdelingen i Rishøj Idrætsforening løsrev sig fra moderforeningen. Klubben skiftede navn i 2017 til Køge Nord FC.